# Ihor Dyriw
Ihor Ołeksandrowycz Dyriw, ukr. Ігор Олександрович Дирів, ros. Игорь Александрович Дырив, Igor Aleksandrowicz Dyriw (ur. 22 marca 1948 w Dolinie, w obwodzie iwanofrankowskim, zm. 9 lutego 2019) – ukraiński piłkarz, grający na pozycji napastnika lub ofensywnego pomocnika, trener piłkarski.

## Kariera piłkarska

### Kariera klubowa
Wychowanek miejscowego zespołu Naftowyk Dolina, który trenował Myrosław Dumanski. Następnego roku razem z trenerem 17-letni piłkarz został zaproszony do Spartaka Iwano-Frankowsk, gdzie rozpoczął karierę piłkarską. Potem służył w wojsku, grając w drużynie rezerw Dynama Kijów i SKA Kijów. Po zwolnieniu z wojska powrócił do Spartaka Iwano-Frankowsk. W 1978 pół roku bronił barw rosyjskiego zespołu Turbina Nabierieżnyje Czełny, po czym wrócił do Spartaka. W 1979 zakończył karierę piłkarską.

## Kariera trenerska
Karierę szkoleniowca rozpoczął po zakończeniu kariery piłkarza. Pracował w Szkole Piłkarskiej oraz prowadził amatorskie zespoły w Iwano-Frankowsku. W 2011 pomagał trenować Prykarpattia Iwano-Frankowsk, a 11 czerwca 2011 roku jako pełniący funkcje głównego trenera kierował drużyną w ostatnim meczu sezonu 2010/11, w którym Prykarpattia przegrał 1:6 z FK Lwów i pożegnał się z Persza lihą.

## Sukcesy i odznaczenia

### Sukcesy piłkarskie
Spartak Iwano-Frankowsk
- mistrz Ukraińskiej SRR: 1972

### Sukcesy indywidualne
- król strzelców Spartaka Iwano-Frankowsk: 1974, 1976